# Hyde Parker (1714–1782)

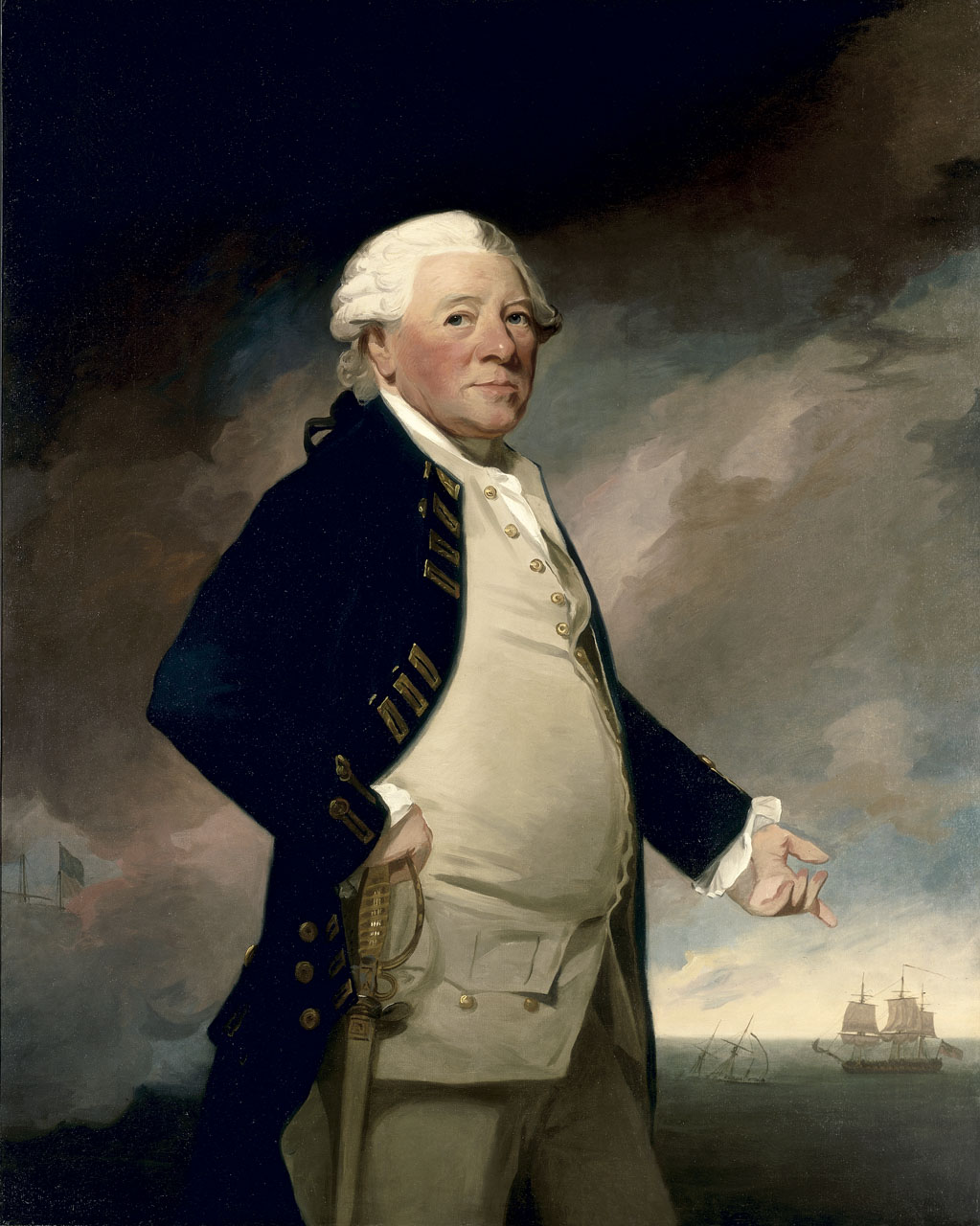
Sir Hyde Parker, obraz autorstwa George’a Romneya namalowany w 1782

Hyde Parker (ur. 25 lutego 1714 w Tredington w hrabstwie Worcestershire, zm. 1782) – sir, wiceadmirał floty brytyjskiej.
Jego ojciec był duchownym, synem sir Henry’ego Parkera. Jego dziadek ze strony ojca ożenił się z córką Aleksandra Hyde’a, biskupa Salisbury. Karierę na morzu rozpoczynał w służbie kupieckiej. Wstąpił do Royal Navy mając 24 lata. Otrzymał stopień porucznika w 1744. W 1748 został mianowany kapitanem.
Służąc w Azji podczas wojny siedmioletniej, brał udział w zajęciu Pondicherry w 1761 i Manilii w 1762. Pod koniec wojny Parker dowodząc dwoma okrętami zajął drogocenny hiszpański galeon płynący z Acapulco do Manilii.
W 1778 został awansowany na kontradmirała i przeniesiony na wody północnoamerykańskie jako zastępca głównodowodzącego. Na krótko przed przybyciem George’a Rodneya był głównodowodzącym bazy na Wyspach Nawietrznych i poprowadził skuteczną kampanię przeciwko francuzom w rejonie Martyniki.
W 1781 powrócił do Anglii i otrzymał stopień wiceadmirała. Dowodził eskadrą eskortującą konwój handlowy płynący z Bałtyku do Anglii, która wdała się w walkę na ławicy Dogger Bank z flotą holenderską dowodzoną przez Johana Zoutmana. Po zaciekłej walce, w której żadna z flot nie zdołała uzyskać przewagi, obie strony wycofały się. Parker uważał, że nie dostał wystarczającego wsparcia w trakcie wykonywania zadania i wkrótce zrzekł się dowództwa.
W 1782 objął dowództwo w Indiach. Niedługo po tym, jego okręt flagowy Cato zaginął w niewyjaśnionych okolicznościach podczas rejsu po Oceanie Atlantyckim wraz z wszystkimi osobami na pokładzie.